# Daniel Fathers
Daniel Luther Fathers Shaw (n. Londres, Reino Unido, 23 de marzo de 1966) es un actor de cine, televisión y de voz británico conocido por interpretar a Brown Cessario en las películas de Disney Channel Camp Rock y Camp Rock 2: The Final Jam.

## Biografía
Nacido en la ciudad de Londres en el año 1966, donde se crio.
Proviene de una familia dedicada al mundo del espectáculo: su padre, George Fathers, es diseñador escénico y su madre, Tessa Shaw, es una actriz conocida por sus apariciones la serie Doctor Who.
Desde niño siempre quiso dedicarse al mundo de la interpretación, comenzando profesionalmente en 1986 tras haber pasado un casting en Londres, en el que llegó a participar en la miniserie Jesus of Nazareth de Franco Zeffirelli.
Desde entonces ha aparecido en numerosas películas, series de televisión y también en obras de teatro, por las que ha recibido premios y reconocimientos, y ha trabajado en países como su Reino Unido natal, Estados Unidos, Italia, Canadá, entre otros...
Actualmente es más conocido a nivel internacional por las películas de Disney Channel Camp Rock y Camp Rock 2: The Final Jam, donde interpretaba a Brown Cessario, el tío  de Shane Gray (Joe Jonas).
También en 2013, ha doblado a uno de los personajes del nuevo videojuego Tom Clancy's Splinter Cell: Blacklist.

## Filmografía

### Cine
| Año  | Título                                  | Personaje           |
| ---- | --------------------------------------- | ------------------- |
| 2000 | Relic Hunter                            | Bligh               |
| 2000 | Livin' for Love: The Natalie Cole Story | A & R Guy           |
| 2002 | Haven't We Met Before?                  | Oficinista          |
| 2002 | Global Heresy                           | Periodista          |
| 2002 | Night's Noontime                        | James Murray        |
| 2002 | The Brady Bunch in the White House      | Sacerdote           |
| 2003 | Rhinoceros Eyes                         |                     |
| 2005 | Trump Unauthorized                      | El abogado de Ivana |
| 2005 | Plague City: SARS in Toronto            | Stanton             |
| 2005 | Murder in the Hamptons                  | Reportero británico |
| 2005 | Crazy for Christmas                     | Arthur Finnegan     |
| 2007 | The Tracey Fragments                    | Pimp                |
| 2008 | Magic Flute Diaries                     | Jeremy              |
| 2008 | Camp Rock                               | Brown Cessario      |
| 2008 | Pontypool                               | Nigel Healing       |
| 2010 | Camp Rock 2: The Final Jam              | Brown Cessario      |
| 2013 | Time of Death                           | Capitán Vaughn      |
| 2014 | Isabelle Dances Into the Spotlight      | Mr. Koslov          |
| 2025 | The Last Supper                         | José de Arimatea    |

### Televisión
| Año  | Título                                  | Personaje                |
| ---- | --------------------------------------- | ------------------------ |
| 2001 | Exhibit A: Secrets of Forensic Science  | Detective Randy Horn     |
| 2001 | Leap Years                              | Conductor de limusina    |
| 2002 | Tracker                                 | El papá de Tina          |
| 2003 | Street Time                             | Jared Endelman           |
| 2004 | The Murdoch Mysteries                   | Calvin Baker             |
| 2005 | Beach Girls                             | Reverendo Evan Gallagher |
| 2005 | Tilt                                    | Muff Lanagan             |
| 2006 | Beautiful People                        | Richard Manning          |
| 2006 | The Jane Show                           | Guaperas                 |
| 2006 | 72 Hours: True Crime                    | Dr. John Schneeberger    |
| 2008 | The Border                              | Casper Malan             |
| 2008 | The Line                                | Colin                    |
| 2009 | Sensación de vivir: la nueva generación | Nick                     |
| 2009 | Trust Me                                | Jan Elfers               |
| 2009 | Heartland                               | Stewart Forrest          |
| 2011 | Really Me                               | John Donkers             |
| 2011 | Combat Hospital                         | Sargento Harry Gleed     |
| 2011 | Flashpoint                              | Tyler Hewitt             |
| 2012 | King                                    | T. J. Morris             |
| 2012 | The Listener                            | Dr. Julian Hennessey     |
| 2012 | Transporter: The Series                 | Jimmy Reeves             |
| 2014 | Remedy                                  | Dr. Kitleman             |
| 2014 | Reign                                   | Alec                     |

### Doblaje
- (2013) Tom Clancy's Splinter Cell: Blacklist, Videojuego. English UK Soldier 1